# Aristóteles Sandoval
Jorge Aristóteles Sandoval Díaz (Guadalajara, Jalisco; 22 de enero de 1974-Puerto Vallarta, Jalisco; 18 de diciembre de 2020) fue un abogado y político mexicano, militante del Partido Revolucionario Institucional. Fue gobernador del Estado de Jalisco desde el 1 de marzo del 2013 hasta el 5 de diciembre del 2018.
El 18 de diciembre de 2020 fue asesinado cuando se encontraba en un bar de la zona de Puerto Vallarta.

## Educación y vida personal
Hijo del matrimonio formado por Leonel Sandoval y Sagrario Díaz. Su padre fue Magistrado del Supremo Tribunal de Justicia del Estado de Jalisco.
Cursó la educación primaria en la escuela Urbana N.º 130 «Luis Pérez Verdía»; la secundaria en la Técnica N.º 4 «Idolina Gaona de Cosío»; y el bachillerato en la Escuela Preparatoria N.º 7 de la Universidad de Guadalajara.
En su juventud participó como miembro del organismo estudiantil de la Universidad de Guadalajara, la Federación de Estudiantes Universitarios (FEU) y también del organismo juvenil del PRI, el Frente Juvenil Revolucionario (FJR) de Guadalajara.
Fue licenciado en Derecho por la Universidad de Guadalajara y maestro en política y gestión pública por el Instituto Tecnológico y de Estudios Superiores de Occidente.

## Carrera política

### Inicios
Entre 2001 y 2003 fue regidor del Ayuntamiento de Guadalajara e integrante de las Comisiones de Justicia (Presidente), Deportes y Atención a la Juventud (Presidente), Hacienda y Presupuestos (Vocal) y Desarrollo Urbano (Vocal). Como regidor propuso la creación del Instituto de Atención Municipal a la Juventud.
En 2003 fue elegido diputado local por el Distrito XI de Guadalajara, presidiendo la Comisión de Hacienda y Presupuestos de la LVII Legislatura del Congreso del Estado de Jalisco, tal diputación la desempeñó hasta 2006. Posterior a ello, fue precandidato del PRI a la presidencia municipal de Guadalajara en 2006 pero declinó a favor de Leobardo Alcalá Padilla. Posteriormente, fue Coordinador de los Bufetes Jurídicos de Servicio Social de la Universidad de Guadalajara

### Presidente municipal de Guadalajara
En las elecciones estatales de Jalisco de 2009 fue el candidato ganador de la presidencia municipal de Guadalajara para el período comprendido de 2009 a 2012, compitiendo contra Jorge Salinas Osornio del Partido Acción Nacional. Dicha ciudad venía siendo gobernada por este partido durante quince años. 

### Elecciones estatales de 2012
El 11 de enero de 2012 Sandoval pide licencia a su cargo de presidente municipal para registrarse como candidato a la gubernatura del estado de Jalisco por la coalición formada por el Partido Revolucionario Institucional y el Partido Verde Ecologista de México denominada Compromiso por Jalisco. En su lugar el cabildo municipal designa como presidente municipal interino a Francisco de Jesús Ayón López Archivado el 20 de noviembre de 2017 en Wayback Machine.. De esta manera, compite en las elecciones estatales de Jalisco 2012 contra los candidatos Enrique Alfaro Ramírez del Partido Movimiento Ciudadano, Fernando Garza Martínez del Partido de la Revolución Democrática, Fernando Guzmán Pérez Peláez del Partido Acción Nacional y María de los Ángeles Martínez Valdivia por el Partido Nueva Alianza en una campaña que comenzó el 30 de marzo de 2012.
Tras la elección efectuada el 1 de julio de 2012, los resultados del Programa de Resultados Preliminares (PREP) declara a Sandoval por arriba de sus adversarios en la contienda electoral con el 98 % de las actas computadas, con una ventaja de 4 puntos porcentuales por arriba de su más cercano contendiente Enrique Alfaro Ramírez, por el equivalente a un millón 309 mil 836 votos. No obstante, la elección fue impugnada por el partido Movimiento Ciudadano pero tal recurso fue desestimado por el Tribunal Electoral del Estado de Jalisco ratificando así la elección del priísta como gobernador. Consecuencia de lo anterior, el 8 de julio de 2012 recibe la constancia de mayoría por parte Instituto Electoral y de Participación Ciudadana acreditándolo como gobernador electo.

### Gobernador de Jalisco
El 1 de marzo de 2013, rindió protesta para asumir  oficialmente el cargo de gobernador de Jalisco.
En octubre de 2019, luego de diez meses de terminar su periodo como Gobernador de Jalisco, fue nombrado secretario de Innovación y Participación Digital del Comité Ejecutivo Nacional (CEN) del Partido Revolucionario Institucional (PRI) por su dirigente nacional, Alejandro Moreno.

## Asesinato
La madrugada del 18 de diciembre del 2020, fue atacado por Carlos Andrés Rivera Varela, alias "La Firma" quien le disparó por la espalda en el sanitario de un bar llamado "Distrito 5" en Puerto Vallarta. Aún con vida, los dos guardaespaldas que lo escoltaban trataron de llevarlo a un hospital, pero al salir fueron nuevamente atacados a disparos. Fue declarado muerto una hora más tarde.
Las investigaciones y el gabinete de seguridad estatal reportaron que, a las 22:00 horas del jueves, Sandoval llegó al bar con una persona. Posteriormente, le acompañaron otro hombre y una mujer. Alrededor de la 1:40 horas de este día, el exgobernador jalisciense se levantó de la mesa y se dirigió al baño, donde fue atacado por el jefe de plaza del CJNG en Puerto Vallarta con arma de fuego y de manera directa por la espalda. 
Tras lo ocurrido, se dio un enfrentamiento fuera del local, con una serie de disparos. Cuando llegó el personal policial y resto de las autoridades, el personal del restaurante había levantado todos los indicios y habían limpiado prácticamente la escena del crimen. El reporte del atentado fue recibido por las autoridades a las 2:00 horas. A las 2:30 horas llegaron integrantes de la Coordinación de Seguridad Estatal para continuar con las indagatorias.